# Баб'як Любомир Степанович
Любоми́р Степа́нович Баб'я́к (25 вересня 1976, с. Водяне, Пустомитівський район (нині с. Зимна Вода, Львівського району), Львівська область — 13 серпня 2023, поблизу с. Іванівське, Бахмутський район, Донецька область) — український військовик, солдат Збройних сил України, учасник російсько-української війни, мінометник другого мінометного батальйону 80-ї окремої десантно-штурмової бригади.

## Життєпис
Любомир Баб'як народився 6 липня 1978 року в селі Водяне, Пустомитівський район, Львівська область (нині село Зимна Вода, Львівського району, Львівської області).
Служив мінометником у другому мінометному розрахунку другого мінометного десантно-штурмового батальйону 80-ї окремої десантно-штурмової бригади.
Загинув 13 серпня 2023 року поблизу села Іванівське на Донеччині під час виконання бойового завдання. Похований 16 серпня 2023 року на цвинтарі в селі Зимна Вода.
Залишились дружина, двоє дітей, мати.
17 жовтня 2023 року на сайті електронних петицій Офіційного інтернет-представництва Президента України створено петицію про присвоєння звання Героя України, з врученням ордена «Золота Зірка» (посмертно) солдатові Баб'яку Любомиру Степановичу. З необхідних 25 000 голосів петиція зібрала 25 352 голоси. Нині перебуває на розгляді в Офісі Президента України.

## Нагороди
- Медаль «За військову службу Україні» (2022);
- Орден «За мужність» III ступеня (28 вересня 2023, посмертно).